# Seppuku
Seppuku (japansk: 切腹, "At skære maven") eller harakiri (腹切 eller 腹切り) er et rituelt selvmord, der blev praktiseret af samuraier som en del af deres bushido-kultur. "Seppuku" er samuraiernes betegnelse og er brugt i skrift, mens "harakiri" er talesprog, og hvad vesterlændinge og almindelige japanere kalder det.
Seppuku udførtes for at undgå skam fx ved falde i fjendens hænder. Samuraier kunne også få ordre af deres daimyo (feudalherre) til at begå seppuku. Vanærede krigere kunne også få lov at begå seppuku i stedet for at blive henrettet. Ideen med seppuku var at genoprette krigerens ære; andre samfundsgrupper begik ikke seppuku.

## Metode
Seppuku udføres ved at samuraien tager sin tanto (kniv) eller wakizashi (ekstra våben) og støder klingen ind i maven, hvorefter han trækker den fra venstre mod højre. Normalt stod der en hjælper parat til at hugge hovedet af.
Nogle samuraier valgte at udføre den mere smertefulde form for seppuku, der kaldes jūmonji-giri (japansk 十文字切り, "korsformet snit"). Her stod ingen parat til at afslutte hans lidelser. Ud over det vandrette snit skærer han et lodret snit i maven. En samurai, som udførte jūmonji-giri forventes at bære sin smerte i stilhed.

## Seppuku i det moderne Japan
Ved afslutningen af 2. verdenskrig valgte japanske soldater og civile at begå seppuku i stedet for at overgive sig til de allierede styrker.
I 1970 begik den kendte japanske forfatter Yukio Mishima og en medsammensvoren seppuku  i hovedkvarteret for det japanske forsvar efter et mislykket forsøg på statskup. Mishima begik seppuku i general Kanetoshi Mashitas kontor. Hans hjælper, den 25 årige Masakatsu Morita, prøvede tre gange forgæves at hugge hovedet af Mishima. Hans hoved blev til sidst hugget af af Hiroyasu Koga. Derefter begik Morita seppuku.
I 1999 skar Masaharu Nonaka, en 58-årig ansat ved Bridgestone i Japan, sin mave op med en sashimi-kniv i protest mod, at han blev tvunget på pension. Han døde på hospitalet.
Kvinder begår seppuku ved at skære struben over. På scenen ses det sjældent. Der begår fx Madama Butterfly oftest harakiri.

## Fodnoter
1. ↑  "Hvad er forskellen på harakiri og seppuku?", i HISTORIE, nr. 3, 2010, Bonnier Publications International A/S, side 11.